# Serguéi Beliavski
Serguéi Ivánovich Beliavski (en ruso: Серге́й Ива́нович Беля́вский; 25 de noviembrejul./ 7 de diciembre de 1883greg.-13 de octubre de 1953) fue un astrónomo ruso/soviético.

## Biografía
Beliavski nació en 1883 en San Petersburgo y fue miembro de la Academia de las Ciencias de la Unión Soviética. Sus campos de trabajo incluían la astrofotometría, astrometría y el estudio de estrellas variables.
Descubrió el brillante cometa C/1911 S3 (Beljawsky, según la nomenclatura de la época Cometa 1911 IV o Cometa 1911g), que pudo observarse a simple vista.
También descubrió o codescubrió bastantes asteroides.
Observó en el Crimea-Simeis (Симеиз) en Crimea. Entre 1937 y 1944 fue el séptimo director del Observatorio de Pulkovo, donde sucedió a Boris Petrovich Gerasimovich.
Falleció en 1953, en la misma ciudad en la que nació, para ese momento llamada Leningrado.